# Protomyctophum luciferum
Protomyctophum luciferum är en fiskart som beskrevs av Hulley, 1981. Protomyctophum luciferum ingår i släktet Protomyctophum och familjen prickfiskar. IUCN kategoriserar arten globalt som livskraftig. Inga underarter finns listade i Catalogue of Life.